# 雷东生
雷东生（1969年11月—），男，湖南祁东人，中华人民共和国政治人物。

## 生平
1984年，毕业于湖南省耒阳师范学校，之后任教于湖南省祁东县小学、中学。1996年7月，获得中南政法学院法律系刑法专业硕士，毕业后进入公安部办公厅调研室。2008年，担任公安部研究室副主任，同年担任中央政法委员会研究室（执法监督协调室）巡视员、副主任。2017年3月，担任中央政法委员会副秘书长，中央新疆工作协调小组成员。2021年1月任宁夏回族自治区党委常委、政法委书记。2021年7月，转任自治区党委秘书长。